# Écalles-Alix
Écalles-Alix település Franciaországban, Seine-Maritime megyében. Lakosainak száma 547 fő (2022. január 1.). Écalles-Alix Baons-le-Comte, Croix-Mare, Ectot-lès-Baons, Flamanville, Saint-Clair-sur-les-Monts, Sainte-Marie-des-Champs és Yvetot községekkel határos.

## Népesség
A település népességének változása:
| Lakosok száma | 509  | 523  | 534  | 533  | 521  | 514  | 509  | 528  | 547  |
|               | 2013 | 2015 | 2016 | 2017 | 2018 | 2019 | 2020 | 2021 | 2022 |